# جيرمين تورنر
جيرمين تورنر (29 يوليو 1974 بنيويورك في الولايات المتحدة - ) (بالإنجليزية: Jermaine Turner)‏ هو لاعب كرة سلة أمريكي في مركز هجوم قوي الجسم. لعب مع Dowling Golden Lions ‏.

## وصلات خارجية
- جيرمين تورنر على موقع كرة السلة الأوروبية.كوم (الإنجليزية)
- جيرمين تورنر على موقع ريلجم (الإنجليزية)
- جيرمين تورنر على موقع بروبوليرز (الإنجليزية)